# Trachyopella straminea
Trachyopella straminea är en tvåvingeart som beskrevs av Rohacek och Marshall 1985. Trachyopella straminea ingår i släktet Trachyopella och familjen hoppflugor. Inga underarter finns listade i Catalogue of Life.